# Contea di Mazzarino
La Contea di Mazzarino e Grassuliato (in latino Comitatus Mazarini et Grassuliatum, in spagnolo Condado de Mazarino y Grassuliato), nota semplicemente come Contea di Mazzarino (o di Mazarino), fu uno stato feudale esistito in Sicilia tra il XVI e il XIX secolo. Il suo territorio corrispondeva all'odierno comune di Mazzarino, in provincia di Caltanissetta.

## Storia
Mazzarino, città della Val di Noto che sorge nei pressi dell'antica città greca di Maktorion, venne infeudata per la prima volta nel 1090, in epoca normanna, concessa in signoria all'aleramico Enrico del Vasto da parte del Gran Conte Ruggero. Un diploma del 1143, quando signore di Mazzarino fu Manfredo del Vasto, nipote di Enrico, stabilì la concessione dei proventi e delle rendite derivanti da questo Stato alla Diocesi di Siracusa, come confermato da ulteriori lettere del 1157 sottoscritte dal medesimo feudatario. I discendenti di Manfredo patronimizzarono il nome del loro feudo, ed il primo ad appellarsi con il cognome Mazzarino fu il figlio Giovanni.
La famiglia Mazzarino conservò il possesso della baronia fino al 1286, quando fu confiscata ad un altro Giovanni, barone di Mongialino, da parte del re aragonese Giacomo I di Sicilia, perché accusato di aver cospirato assieme ad Alaimo da Lentini ed allo zio Adenolfo di Mineo contro la Corona d'Aragona, quando al trono del regno isolano sedeva il padre Pietro il Grande. Il Mazzarino e gli altri due imputati di fellonia furono condannati a morte nel 1287 e gettati in mare, e il sovrano aragonese concesse in seguito la signoria di Mazzarino al nobile messinese Vitale di Villanova con privilegio dato il 31 luglio 1288.
La signoria di Mazzarino passò successivamente ai Branciforte, famiglia di origine piacentina, attraverso il matrimonio tra Graziana Villanova Palmerio, figlia di Calcerando, con il miles Raffaele Branciforte,  figlio di Stefano, Maestro razionale del Regno, che prese investitura del feudo con privilegio dato dal re Federico III di Sicilia il 4 aprile 1325. Al territorio fu in seguito annesso il castello di Grassuliato, confiscato a Ruggero Passaneto, ed assegnato a Niccolò Branciforte degli Uberti nel 1392. Il nipote di quest'ultimo, Niccolò Branciforte Lombardi, signore di Mazzarino e di Grassuliato, investito del feudo il 30 maggio 1429, ottenne su di esso il diritto di mero e misto imperio per concessione fatta dal re Alfonso V d'Aragona.
Mazzarino fu elevata a rango di contea con Niccolò Melchiorre Branciforte Rosso, che con privilegio dato dal re Ferdinando II d'Aragona il 21 febbraio 1507, esecutoriato il 30 marzo dell'anno medesimo, fu investito del titolo di I conte di Mazzarino. La Contea di Mazzarino rappresentò il principale possedimento feudale dei Branciforte fino alla seconda metà del XIV secolo: Fabrizio Branciforte Barresi, V conte di Mazzarino, nel 1580 ereditò dal prozio materno Francesco Santapau Branciforte il Principato di Butera, di cui ebbe investitura nel 1591. A seguito di ciò i Branciforte si fregiarono del titolo di Principi di Butera, il più antico titolo principesco del Regno di Sicilia, ma ciò nonostante soggiornarono prevalentemente a Mazzarino, in particolare all'epoca in cui feudatario fu Giuseppe Branciforte, V principe di Butera; quest'ultimo fece cambiare l'assetto urbanistico del borgo, conferendogli un aspetto barocco. Vi fece edificare il palazzo baronale, nonché i principali edifici di culto, quali la Chiesa e convento di Santa Maria del Carmelo, la Chiesa del Santo Spirito e la Chiesa di Sant'Anna.
Morto senza lasciare eredi nel 1675, fu suo successore il nipote Carlo Maria Carafa Branciforte, VI principe di Butera, che visse a Mazzarino dal 1678. Il Carafa fece ampliare la dimora dei Branciforte, e aperto alla cultura, fondò nella cittadina un teatro e due tipografie, tra le prime a livello europeo, impiantate per la diffusione di pensieri e idee novatrici. Fece giungere a Mazzarino nobili e facoltosi proprietari, finanzieri pisani, genovesi e di altre città, richiamati dai vivaci commerci, mercanti catalani attratti soprattutto dal commercio del grano, umanisti, artisti, ma anche abili artigiani della pietra, del legno e del ferro. Fu il miglior periodo per la Contea di Mazzarino, che vedeva la sua economia prosperare, e la cittadina veniva adornandosi di chiese, di monasteri, di strade selciate, di fontane e soprattutto di dimore patrizie.
I Branciforte ebbero il possesso della Contea di Mazzarino fino all'abolizione del feudalesimo avvenuta nel Regno di Sicilia nel 1812, a seguito della promulgazione della Costituzione siciliana concessa dal re Ferdinando III di Borbone. I Principi di Butera si estinsero in linea maschile a metà XIX secolo, e poiché l'ultima rampolla del casato, Stefania Branciforte Branciforte (1788-1843), figlia della principessa Caterina Branciforte Reggio (1768-1816), nel 1805 sposò Giuseppe Lanza Branciforte, VIII principe di Trabia, ed in conseguenza di questa unione tutti i titoli e beni della famiglia Branciforte, tra cui il titolo di Conte di Mazzarino e Grassuliato, pervennero ai Lanza.

## Cronotassi dei Conti di Mazzarino

### Periodo feudale
- Niccolò Melchiorre Branciforte Rosso (1507-1511)
- Giovanni Branciforte Alagona (1511-1530)
- Artale Branciforte Moncada (1530-1537)
- Giovanni Branciforte Tagliavia (1537-1556)
- Fabrizio Branciforte Barresi (1556-1624)
- Giuseppe Branciforte Branciforte (1624-1675)
- Carlo Maria Carafa Branciforte (1675-1695)
- Giulia Carafa Branciforte (1695-1705)
- Niccolò Placido Branciforte del Carretto (1705-1726)
- Caterina Branciforte Ventimiglia (1727-1763)
- Ercole Michele Branciforte Gravina (1763-1765)
- Salvatore Branciforte Branciforte (1765-1799)
- Ercole Michele Branciforte Pignatelli (1800-1812)

### Periodo post-feudale
- Ercole Michele Branciforte Pignatelli (1812-1814)
- Caterina Branciforte Reggio (1814-1816)
- Stefania Branciforte Branciforte (1816-1843)
- Pietro Emanuele Lanza Branciforte (1843-1855)
- Giuseppe Lanza Branciforte Spinelli (1855-1868)
- Pietro Lanza Branciforte Galeotti (1868-1929)
- Ottavio Lanza Branciforte Galeotti (1929-1938)
- Francesco Giuseppe Lanza Branciforte Fardella (1938-1946)